# Ġgantija
Ġgantija je megalitski hramski kompleks na mediteranskom otoku Gozo (dio Malte). 
Dva hrama Ġgantije na otoku Gozo su poznata kao velike neolitske građevine, podignute za vrijeme mlađeg kamenog doba (oko 3600-2500. pr. Kr.) Sa starošću od više od 6000 godina, Ġgantija hramovi su najstarije građevine na svijetu koje još uvijek stoje, te najstarije vjerske građevine, rađene prije egipatskih piramida i Stonehengea. Hramovi su vjerojatno služili za kult plodnosti, a na nalazištu se nalaze mnoge figurice i statue za koje se vjeruje da su povezane s kultom.
Na malteškom jeziku, Ġgantija znači "pripada divovima".